# Lärosäte
Ett lärosäte är en anstalt för högre utbildning. Det syftar oftast på högskola eller universitet, men kan även syfta på till exempel ett centrum för religiös undervisning. Ordet lärosäte kan även syfta på en ort eller plats där sådana anstalter finns.